# Takuma Takeda
Takuma Takeda (武田 拓真 Takeda Takuma?, Wakayama, 12 de octubre de 1995) es un futbolista japonés que juega como delantero.

## Trayectoria

### Clubes
| Club                 | País  | Año       |
| -------------------- | ----- | --------- |
| Fagiano Okayama      | Japón | 2018-2020 |
| Iwate Grulla Morioka | Japón | 2021-2022 |